# Паркс, Ларри
Ларри Паркс (англ. Larry Parks, при рождении Сэмуел Клаусман Лоуренс Паркс (англ. Samuel Klausman Lawrence Parks), 13 декабря 1914 — 13 апреля 1975) — американский актёр.

## Биография
Родился в Канзасе, а детство и юность провел в Иллинойсе, где окончил среднюю школу, а затем учился в Университете штата Иллинойс на медика. Первые свои роли Паркс исполнил в постановках любительских театров, а в 1941 году подписал контракт с «Columbia Pictures» на съёмки в кино. В 1946 году, после пяти лет съёмок на второстепенных ролях, актёр получил главную роль в биографической картине «История Джолсона», которая принесла ему номинацию на «Оскар». Три года спустя Паркс вновь сыграл Эла Джолсона в картине «Джолсон снова поёт», которая также имела большой успех у публики.
В 1951 году актёр был вызван для дачи показаний в Комиссию по расследованию антиамериканской деятельности под угрозой внесения его в «чёрный список» Голливуда. На заседании Паркс раскрыл имена своих коллег, подозреваемых в симпатиях к коммунизму, но всё равно оказался в «чёрном списке». После этого его актёрская карьера резко пошла на спад, и в последующие годы Паркс снялся всего в трёх кинокартинах и пару раз появился в небольших ролях на телевидении. Последнюю свою кинороль он исполнил в 1962 году в фильме «Фрейд: Тайная страсть», где сыграл доктора Йозефа Брейера.
Дальнейшие годы своей жизни Ларр Паркс вместе со своей супругой актрисой Бетти Гарретт занимался арендой недвижимости в Лос-Анджелесе, что приносило им немалый доход. Вместе с ней он изредка появлялся на выездных гастролях бродвейских шоу и в местных театральных постановках. От брака с Гарретт у Паркса было двое сыновей: актёр Эндрю Паркс и композитор Гарретт Паркс. Актёр также был крёстным отцом Джефа Бриджеса. Ларри Паркс умер от сердечного приступа весной 1975 года в возрасте 60 лет. Бетти Гарретт пережила супруга на 36 лет и скончалась в 2011 года в возрасте 91 года.